# Медведев, Сергей Иванович (Герой Советского Союза)

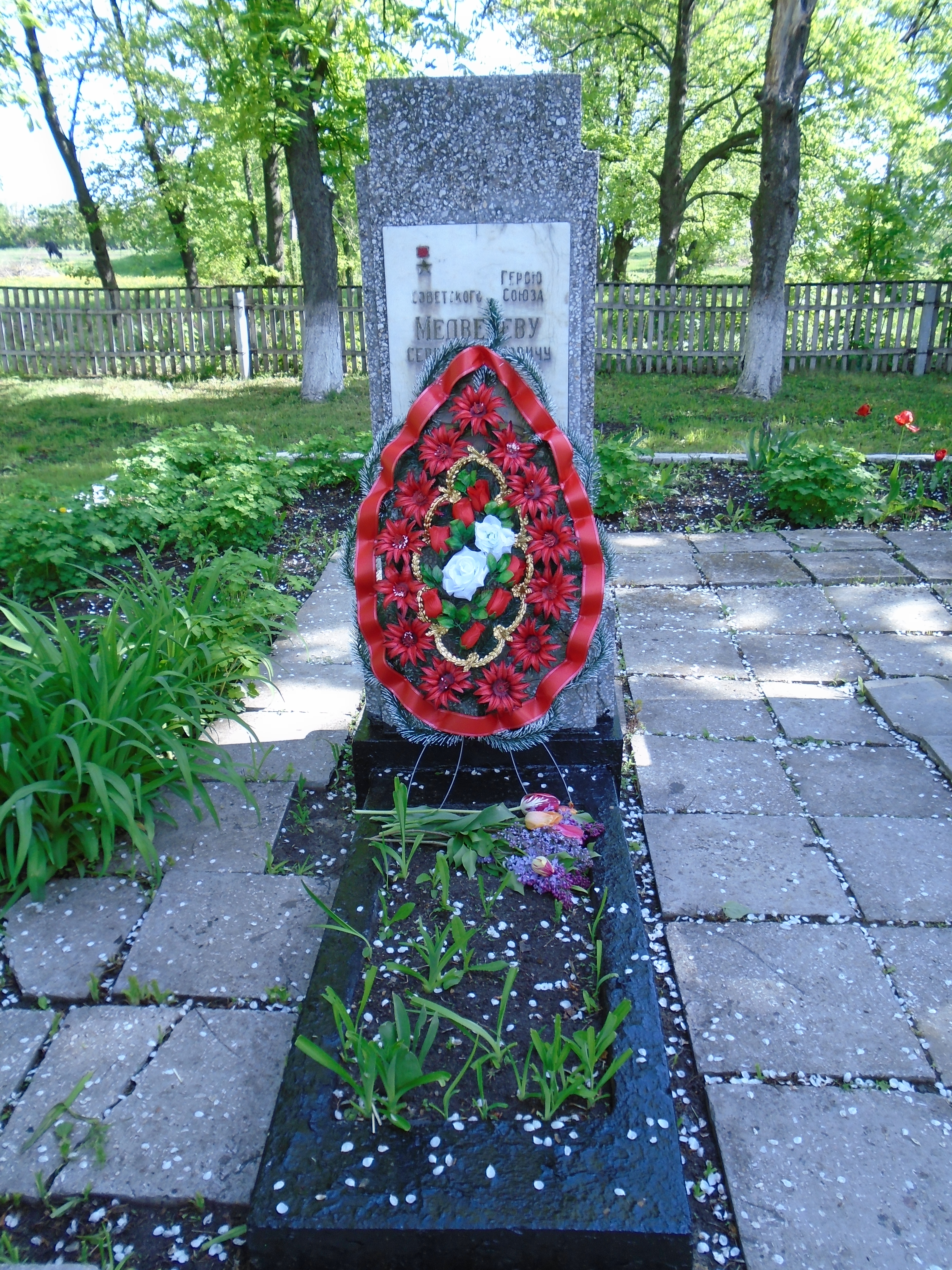

Медведев Сергей Иванович (12 ноября 1912 село Кромово, Мглинский уезд, Орловская губерния, Российская империя — 22 июня 1942 район села Михайловка Шевченковский район, Харьковская область, Украинская ССР, СССР) — старший сержант Рабоче-крестьянской Красной Армии, участник Великой Отечественной войны, Герой Советского Союза (1943).

## Биография
Сергей Медведев родился 12 ноября 1912 года в селе Кромово (ныне — Суражский район Брянской области). После окончания средней школы проживал и работал в Москве.
В 1941 году добровольно пошёл на службу в истребительные формирования Управления НКВД Москвы и Московской области. Участвовал в битве за Москву. С мая 1942 года — на службе в Рабоче-крестьянской Красной Армии, командовал огневым взводом артиллерийского полка 1-й истребительной бригады 7-й истребительной дивизии 6-й армии Юго-Западного фронта. Отличился во время Харьковской операции 1942 года.
15 июня 1942 года в районе посёлка Великий Бурлук Харьковской области Украинской ССР, находясь в разведке, Медведев открыл огонь по противнику, вскрыв тем самым его огневую систему, благодаря чему её удалось подавить.
22 июня 1942 года в районе села Михайловка Шевченковского района взвод Медведева атаковал немецкую колонну, уничтожив 5 танков и около 200 солдат и офицеров противника. 1 танк и 17 солдат противника уничтожил лично Медведев, который погиб в этом бою. Похоронен в Михайловке.
Указом Президиума Верховного Совета СССР «О присвоении звания Героя Советского Союза начальствующему и рядовому составу Красной Армии» от 4 февраля 1942 года за «образцовое выполнение боевых заданий командования на фронте борьбы с немецкими захватчиками и проявленными при этом отвагу и геройство» удостоен посмертно высокого звания Героя Советского Союза.
Также был награждён орденами Ленина и Красной Звезды.
В честь Медведева названа улица в Шевченково, установлен бюст в Сураже.